# Hoplacephala asiatica
Hoplacephala asiatica är en tvåvingeart som beskrevs av Yu. G. Verves 1992. Hoplacephala asiatica ingår i släktet Hoplacephala och familjen köttflugor.
Artens utbredningsområde är Sri Lanka. Inga underarter finns listade i Catalogue of Life.